# Michael Silliman
Michael Barnwell „Mike” Silliman (ur. 5 maja 1944 w Louisville, zm. 16 czerwca 2000 tamże) – amerykański koszykarz, występujący na pozycji niskiego skrzydłowego, mistrz olimpijski z 1968.
W 1962 został zaliczony do I składu Parade All-American oraz wybrany najlepszym koszykarzem szkół średnich stanu Kentucky (Kentucky Mr. Basketball).

## Osiągnięcia
Na podstawie, o ile nie zaznaczono inaczej.

### Koszykówka
College
- Zaliczony do I składu Academic All-American (1964)

AAU
- Mistrz AAU (1968, 1969, 1970)
- MVP AAU (1970)
- Zaliczony do I składu AAU All-American (1968)

Inne
- Zaliczony do:
  - Galerii Sław Sportu:
    - Stanu Kentucky – Kentucky Athletic Hall of Fame (1988)
    - Szkół średnich Stanu Kentucky – Kentucky High School Athletic Association Hall of Fame (1990)
    - Amerykańskiej Armii – Army Sports Hall of Fame (2008)
    - St. Xavier's Hall of Fame

Reprezentacja
- Mistrz:
  - olimpijski (1968)[2]
  - igrzysk panamerykańskich (1967)[3]
  - uniwersjady (1967)
- Uczestnik mistrzostw świata (1967 – 4 miejsce, 1970 – 5 miejsce)[4][5]

### Baseball
- Mistrz Eastern Intercollegiate Baseball League (1965, 1966)